# Azam Khan
Muhammad Azam Khan (Kabul, 1820 - Shahrud, 1869) fou el cinquè fill de l'emir Dost Muhammad Khan i el tercer emir de la línia de governants muhammadzay de l'Afganistan. Va governar del 1867 al 1868. La seva mare era filla del mullah Sadik Ali, el sardar (governador) de les tribus bangash.
Acompanyava el seu pare quan aquest fou derrotat pels britànics a la Primera Guerra Angloafganesa el 12 d'agost de 1829 i va fugir a Bukharà. El 1840 Dost Muhammad va retornar a l'Afganistan i fou enviat exiliat a Calcuta mentre Azam Khan intentava obtenir l'aixecament de les tribus Andar i Sulayman Kel contra els britànics a la zona de Gazni; després es va reunir amb el seu pare a l'Índia. Quan la revolta general va forçar als britànics a evacuar Afganistan, Dost Muhammad va poder retornar al tron a Kabul (1843) i va nomenar al seu fill Azad com a governador de la província de Logar, al sud de Kabul. Fou governador interí a Kabul en absència del seu pare (1851) ocupat en dominar una revolta de les tribus tuki i hutaki. El 1855 va sotmetre als parents que s'oposaven al seu pare a Kandahar. Després fou governador de Kurram i Khost. El 1857 se li va encarregar pacificar les terres al nord de l'Hindu Kush i d'ajudar el seu germà Muhammad Afdal Khan.
El 1862 va acompanyar al seu pare en l'expedició a Herat. En aquesta ciutat va morir Dost Muhammad el 9 de juny de 1863 i el 12 de juny el va succeir el seu fill Shir Ali (un dels seus 27 fills). Azam Khan va oferir lleialtat al seu germà mentre escrivia al seu altre germà Afdal Khan al que aconsellava ocupar Kabul mentre ell mateix assumia el govern de Kurram i Khost.
Shir Ali no obstant es va poder imposar de manera transitòria empresonant a Afdal Khan, però sense acabar amb l'oposició. El 1864 Azad Khan es va dirigir a Kabul però fou derrotat per una força dirigida per Muhammad Rafik Khan Ludin, i va haver de fugir cap a l'Índia. El seu nebot Abd al-Rahman Khan s'havia refugiat a Bukharà després de ser derrotat en la batalla de Bajgah (1864) i Azad li va escriure i li va demanar d'atacar Balkh mentre ell mateix sortia de Rāwalpind i va passar pel Principat de Swat, Chitral i Badakhxan per arribar just a temps quan Abd al-Rahman Khan conqueria Balkh. Llavors els dos units van marxar cap a Kabul, van ocupar la ciutat i van alliberar a Afdal Khan (que estava presoner a Gazni) que fou proclamat emir (maig de 1866). El gener de 1867 va capturar Kandahar, però Shir Ali es va fer fort a Herat i Azad va retornar a Kabul al saber que el seu germà Afdal estava malalt; Afdal va morir a Kabul el 7 d'octubre de 1867 i Muhammad Azam Khan el va succeir. El nou emir fou oficialment reconegut pel governador de l'Índia Britànica el 23 de desembre de 1867.
El seu regnat fou marcat per la guerra civil i les atrocitats dels seus fills. Shir Ali va sortir d'Herat cap a Kandahar i Kabul i va derrotar a Azam en dues batalles a Seshgav i Zanakan. Azam va fugir cap a Kabul (agost de 1868) i després va sortir del país cap a Sistan mentre Shir Ali entrava a Kabul el 8 de setembre de 1868. Azam va arribar a Mashad el 1869, per la via de Birjand, i més tard (el mateix any) va marxar a Teheran però va morir en arribar a Shahrud, quan només tenia 50 anys.